# Nuoto all'XI Festival olimpico estivo della gioventù europea
Le competizioni di nuoto al XI Festival olimpico estivo della gioventù europea si sono svolte dal 25 al 29 luglio 2011 a Trebisonda, in Turchia

## Podi

### Ragazzi
| Gara                           | Oro                                                                                                   | Tempo    | Argento | Tempo    | Bronzo | Tempo    |
| 50 m stile libero              | Evgeny Sedov                                                                                          | 22"98    | Janis Saltans | 23"51    | Brian O'Sullivan | 23"66    |
| 100 m stile libero             | Andrea Mitchel D'Arrigo                                                                               | 51"47    | Evgeny Sedov | 51"79    | Benjamin Jany | 52"27    |
| 200 m stile libero             | Andrea Mitchel D'Arrigo                                                                               | 1'50"28  | Benjamin Jany | 1'53"02  | Victor Zakharov | 1'53"54  |
| 400 m stile libero             | Matthew Johnson                                                                                       | 3'54"70  | Andrea Mitchel D'Arrigo                                                                                            | 3'55"32  | Jan Micka | 3'58"48  |
| 1500 m stile libero            | Joel Knight                                                                                           | 15'28"86 | Jan Micka | 15'38"68 | Igor Bespalov | 15'41"65 |
| 100 m dorso                    | Nathan Theodoris                                                                                      | 57"16    | Jānis Šaltāns | 57"43    | Evgeny Sedov | 57"66    |
| 200 m dorso                    | Nathan Theodoris                                                                                      | 2'02"54  | Danas Rapšys | 2'04"01  | Morten Hansen | 2'04"86  |
| 100 m rana                     | Johannes Skagius                                                                                      | 1'03"01  | Vsevolod Zanko | 1'03"49  | Maciej Stanislaw Holub | 1'04"26  |
| 200 m rana                     | Daniele Ceccuti                                                                                       | 2'19"54  | Denys Barabash | 2'19"86  | Lucas Greven | 2'20"24  |
| 100 m farfalla                 | Semen Makovich                                                                                        | 55"31    | Francesco Giordano                                                                                                 | 55"47    | Tobias Gjerloff | 55"63    |
| 200 m farfalla                 | Matthew Johnson                                                                                       | 2'00"46  | Alexander Kudashev                                                                                                 | 2'02"16  | Jerzy Mateusz Twarowski | 2'02"73  |
| 200 m misti                    | Matthew Johnson                                                                                       | 2'04"35  | Mikhail Dovgalyuk                                                                                                  | 2'05"60  | Dávid Földházi | 2'06"58  |
| 400 m misti                    | Matthew Johnson                                                                                       | 4'22"02  | Semen Makovich | 4'23"39  | Mateusz Nachtman | 4'31"90  |
| Staffetta 4x100 m stile libero | Russia Igor Bespalov (52"32) Victor Zakharov (52"13) Semen Makovich (52"33) Evgeny Sedov (51"93)      | 3'28"71  | Regno Unito Oliver Leonard (52"95) Karl Morgan (51"72) Matthew Watkinson (51"98) Matthew Johnson (52"38)           | 3'29"03  | Italia Francesco Giordano (52"18) Davide Casarin (52"97) Giuseppe Ronci (54"36) Andrea Mitchel D'Arrigo (51"60)                     | 3'31"11  |
| Staffetta 4x100 m misti        | Russia Evgeny Sedov (57"75) Vsevolod Zanko (1'03"20) Alexander Kudashev (55"95) Igor Bespalov (52"06) | 3'48"96  | Italia Luca Mencarini (58"51) Daniele Ceccuti (1'04"08) Francesco Giordano (55"52) Andrea Mitchel D'Arrigo (51"20) | 3'49"31  | Polonia Lukasz Daniel Bielecki (58"86) Maciej Stanislaw Holub (1'04"52) Jerzy Mateusz Twarowski (55"57) Jan Krzysztof Holub (52"07) | 3'51"02  |

### Ragazze
| Gara                           | Oro | Tempo   | Argento | Tempo   | Bronzo | Tempo   |
| 50 m stile libero              | Anna Stephanie Dietterle                                                                                           | 25"65   | Ruta Meilutyte | 25"67   | Giorgia Biondani | 25"94   |
| 100 m stile libero             | Anna Stephanie Dietterle                                                                                           | 55"85   | Mariya Baklakova | 56"09   | Ruta Meilutyte | 56"41   |
| 200 m stile libero             | Mariya Baklakova                                                                                                   | 2'00"27 | Nikoletta Kiss | 2'04"25 | Janine Wirz | 2'05"93 |
| 400 m stile libero             | Mariya Baklakova                                                                                                   | 4'15"17 | Nikoletta Kiss | 4'15"30 | Siwan Thomas-Howells | 4'18"61 |
| 800 m stile libero             | Nikoletta Kiss | 8'51"45 | Leonie Antonie Beck                                                                                                   | 8'54"88 | Ellena Jones | 9'01"58 |
| 100 m dorso                    | Harriet Cooper | 1'02"73 | Beatrice Cannistraro                                                                                                  | 1'04"40 | Daria Ustinova | 1'04"63 |
| 200 m dorso                    | Daria Ustinova | 2'17"19 | Sonnele Aylin Oeztuerk                                                                                                | 2'17"42 | Shauntelle Austin | 2'17"83 |
| 100 m rana                     | Ruta Meilutyte | 1'07"96 | Anna Ganus | 1'11"25 | Tjasa Pintar | 1'12"23 |
| 200 m rana                     | Anna Ganus | 2'32"43 | Margarethe T. Hummel                                                                                                  | 2'35"70 | Sandra Garcia | 2'36"21 |
| 100 m farfalla                 | Anastasia Guzhenkova                                                                                               | 1'01"49 | Marie Wattel | 1'01"74 | Adel Juhasz | 1'02"44 |
| 200 m farfalla                 | Dalma Sebestyén | 2'15"18 | Anastasia Guzhenkova                                                                                                  | 2'15"65 | Shauntelle Austin | 2'17"63 |
| 200 m misti                    | Dalma Sebestyén | 2'19"18 | Tjasa Pintar | 2'19"85 | Arianna Castiglioni | 2'21"99 |
| 400 m misti                    | Ellena Jones | 4'55"93 | Leonie Antonie Beck                                                                                                   | 4'56"06 | Zsanett Kovacs | 4'57"48 |
| Staffetta 4x100 m stile libero | Russia Elizaveta Korolkova (57"08) Rozaliya Nasretdinova (57"33) Kristina Pukhova (57"27) Mariya Baklakova (55"89) | 3'47"57 | Germania Anna Stephanie Dietterle (55"77) Janine Wirz (58"12) Rosalie Kaethner (58"29) Nele Klein (57"94)             | 3'50"12 | Slovenia Nastja Govejšek (57"13) Gaja Natlacen (59"25) Kaja Sajovec (58"81) Tjasa Pintar (57"34)                                     | 3'52"53 |
| Staffetta 4x100 m misti        | Russia Daria Ustinova (1'04"42) Anna Ganus (1'10"70) Anastasia Guzhenkova (1'02"07) Mariya Baklakova (55"78)       | 4'12"97 | Italia Beatrice Cannistraro (1'04"65) Arianna Castiglioni (1'12"14) Claudia Tarzia (1'01"74) Giorgia Biondani (55"97) | 4'14"50 | Germania Sonnele Aylin Oeztuerk (1'05"85) Margarethe T. Hummel (1'12"72) Rosalie Kaethner (1'03"24) Anna Stephanie Dietterle (55"52) | 4'17"33 |

### Gare miste
| Gara                           | Oro | Tempo   | Argento | Tempo   | Bronzo | Tempo   |
| Staffetta 4x200 m stile libero | Russia Victor Zakharov (1'53"25) Elizaveta Korolkova (2'03"67) Igor Bespalov (1'53"58) Mariya Baklakova (2'01"31) | 7'51"81 | Regno Unito Matthew Johnson (1'54"85) Ellena Jones (2'03"25) Alex Dunk (1'56"12) Siwan Thomas-Howells (2'04"98) | 7'59"20 | Ungheria Benjámin Grátz (1'53"83) Melinda Novoszáth (2'06"86) Dávid Földházi (1'56"20) Nikoleta Kiss (2'04"01) | 8'00"90 |